# No deals, Mr Bond
No Deals, Mr. Bond  är den sjätte romanen av John Gardner om Ian Flemings hemlige agent, James Bond. Den utkom första gången 1987, men har inte översatts till svenska. Den blev den sista Bond-boken att publiceras i Storbritannien av förlaget Jonathan Cape, vilket bröt ett samarbete ända sedan Casino Royale publicerades 1953. 
Boken är den första (icke adapterade) Bond-romanen som inkluderar huvudpersonens namn i titeln.

## Handling
Operationen Cream Cake gick ut på att låta fem mullvadar förföra fem högt uppsatta östtyska spioner. Den misslyckades. Efteråt fördes två av dessa mullvadar ut av James Bond via ubåt, innan de fick nya namn och identiteter.
Fem år senare upptäcker brittiska underrättelsetjänsten att två av de fem mullvadarna blivit mördade och fått sina tungor avlägsnade, trots att deras identiteter varit mycket hemliga. Bonds chef, M, ger Bond i uppdrag att skydda de tre kvarvarande, men eftersom ärendet är så känsligt får Bond varken officiellt eller inofficiellt stöd från MI6. Bond ger sig iväg till den första, Heather Dare, som äger en skönhetssalong i London. De blir överfallna, men Bond lyckas övermanna gärningsmannen. Han och Dare flyr, men får strax nyheten att en tredje av mullvadarna, Ebbie Heritage, Dares vän, också mördats i Dublin.
När Bond och Dare tagit sig till Dublin tar Bond kontakt med en polis, Murray, för att få information om mordet. Det visar sig att Heritage lånat ut sin regnrock till en annan kvinna och att det är den andra kvinnan som mördats. Dessutom har Murray fått reda på att Maxim Smolin, den GRU-man som Dare skulle förföra, nu är i Irland och lyckats skaka av sig bevakningen – och dessutom finns det rykten om någon ännu högre upp i den ryska hierarkin är där. Närvaron av Smolin, som också jobbat för SMERSJ, Bonds gamla fiende, får Bond att misstänka att hela Cream Cake-operation blivit avslöjad, ända från början.
På vägen vidare ser Bond och Dare Smolin och försöker åter ta sig därifrån, men fångas in av Smolin. Bond försöker lura Smolin, som inte går på det, och tar med paret till GRU:s slott, där också Heritage befinner sig. Smolin påbörjar en tortyrsession, men när han blir lämnad ensam med Bond avslöjar han att han egentligen är dubbelagent. Han bevisar det för Bond, men blir i sin tur överfallen av de andra vakterna. Tillsammans lyckas Bond och Smolin besegra vakterna, ta med sig Dare och Heritage och fly från slottet, precis när Smolins överordnade, Kolya Chernov, anländer.
De tar in på varsitt hotell: Bond och Heritage, respektive Smolin och Dare. Mitt i natten försöker Bond kontakta Smolin som dock checkat ut från hotellet. Han försöker rädda Heritage, men hon är borta. Strax därpå blir Bond tillfångatagen av Chernov och ska återföras till slottet. I sista sekunden räddas han dock ur Chernovs bil av Murray. Murray har fått order att köra ut Bond ur landet och för honom till ett flygplan som ska ta honom till Paris. I flygplanet väntar Heritage, som lyckats gömma sig när Chernovs män dök upp.

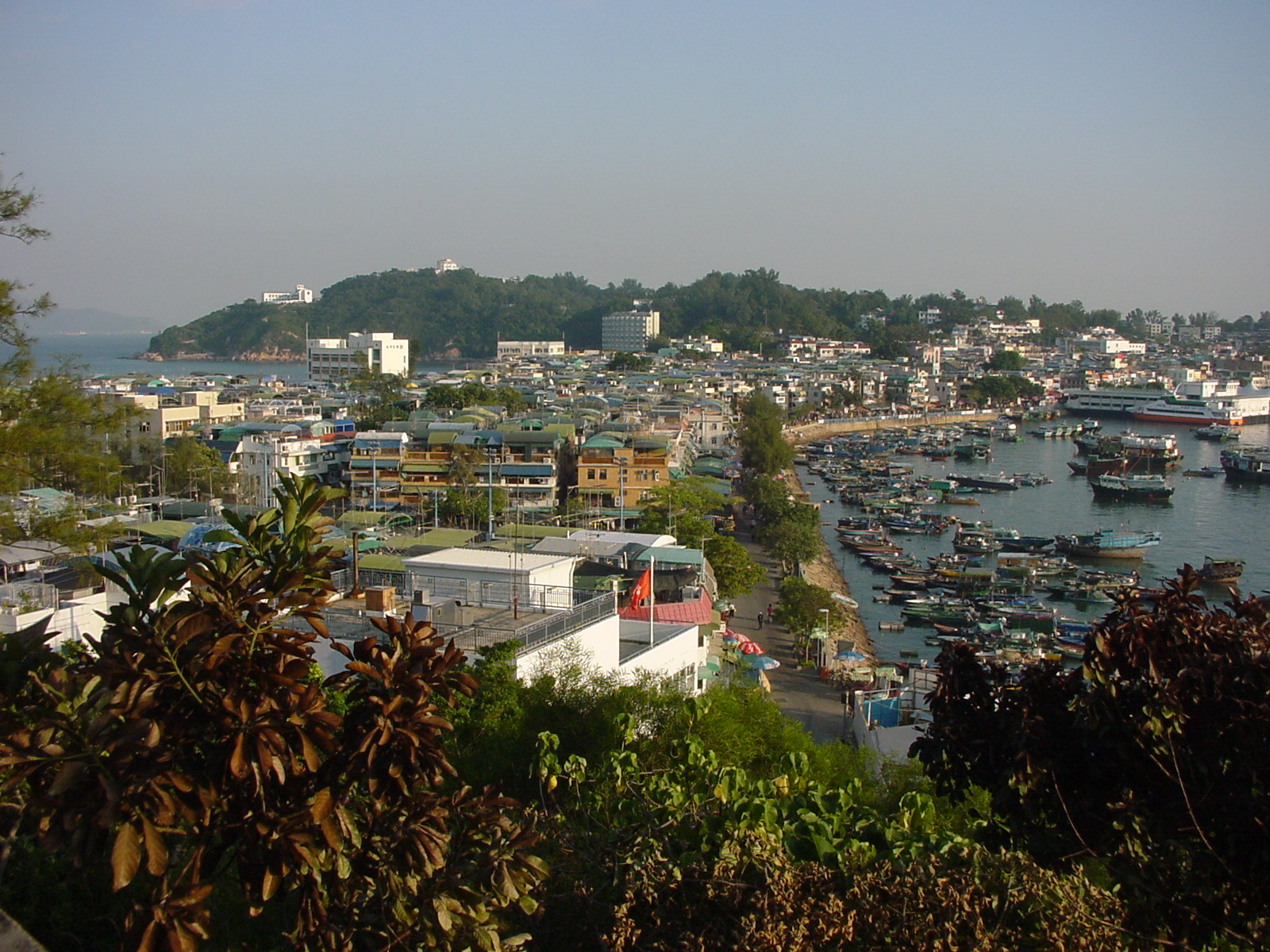
Cheung Chau-ön, i Hongkong, där slutstriden utspelar sig.

Bond som lyckats avlyssna slottet, har fått veta att den sista mullvaden, "Jungle" Baisley, är i Hongkong, och i Paris får han extrautrustning av MI6:s Q-avdelning innan Bond tar med sig Heritage till Hongkong. Väl där möter Bond sin kontakt Big Thumb Chang, som förser honom med vapen, och Swift, som planerade hela Cream Cake-operationen. Swift berättar att M har beordrat Bond att fånga in Chernov. Bond tar med sig Heritage till ön Cheung Chau, där Chernov och hans män lyckas fånga dem. Bond undrar fortfarande vem av mullvadarna eller de andra som känner till Cream Cake som är förrädare, men Chernov låter honom inte få reda på det. Chernovs plan är att låta fyra livstidsdömda fångar jaga Bond. Bond kan dock med hjälp av Q-avdelningen döda dem och förrädaren, innan han övermannar resten av Chernovs män och fångar in honom.
Efter avklarat uppdrag får den skadade Bond tillbringa en kort semester i Hongkong tillsammans med Dare.

## Karaktärer (i urval)
- James Bond
- M
- Heather Dare
- Maxim Smolin
- Ebbie Heritage
- Norman Murray
- Big Mick
- "Jungle" Baisley
- Kolya Chernov
- Swift
- Ann Reilley (Q'ute)
- Big Thumb Chang

## Övrigt
- Den här boken är den första större referensen till SMERSH sedan de tidiga Fleming-böckerna.
- Författaren Gardner menar på sin webbsida att han ogillade att den titel som romanen fick. Andra titlar som föreslogs var Oh No, Mr. Bond! och Bond Fights Back.